# Erstes Seegefecht im Kanal
Helgoland (1914) – 22. September 1914 – Texel – Yarmouth – Scarborough, Hartlepool und Whitby – Cuxhaven – Doggerbank (1915) – Noordhinder Bank – Doggerbank (1916) – 29. Februar 1916 – Yarmouth und Lowestoft – Skagerrak – 19. August 1916 – Kanal (1916) – Kanal (1917) – Shetland-Inseln – Helgoland (1917) – Bergen – Seebrügge und Ostende – Tondern
Das Erste Seegefecht im Kanal war ein Gefecht im Ersten Weltkrieg zwischen Zerstörern und Torpedobooten der britischen Royal Navy und der deutschen Kaiserlichen Marine in der Nacht vom 26. zum 27. Oktober 1916.

## Vorgeschichte
Um das Eindringen deutscher U-Boote in den Ärmelkanal zu verhindern, legte die Royal Navy nach dem Beginn des Ersten Weltkriegs in der Straße von Dover eine anfangs nur aus Minenfeldern bestehende, dann im Februar und März 1915 durch am Meeresgrund verankerte Stahlnetze verstärkte Sperre zwischen Dover und der belgischen Küste an, die sogenannte „Dover Barrage“ (dt. „Dover-Sperre“). Sie wurde am 3. April 1915 vollendet und wurde von den in Dover und Dünkirchen stationierten Schiffen der sogenannten Dover Patrol bewacht.
Ab Oktober 1916 führten die dem Marinekorps Flandern unterstellten deutschen Torpedoboote und Zerstörer von ihren Stützpunkten Zeebrugge und Ostende aus mehrfach Angriffe auf die Dover-Sperre durch. Dabei kam es im Oktober 1916 und im April 1917 zu zwei größeren Seegefechten mit Einheiten der Dover Patrol, die auf britischer Seite als die „1st and 2nd Battle of Dover Strait“ bezeichnet werden. Der deutsche Admiralstab meldete sie als „Seegefechte im Kanal“.

## Das Gefecht
Am 23./24. Oktober 1916 wurden 22 Große Torpedoboote der III. und der IX. Torpedoboots-Flottille nach Zeebrugge verlegt. In der Nacht zum 27. Oktober 1916 griffen insgesamt 21 Boote der III. und IX. Torpedoboots-Flottille und drei Boote der Zerstörerflottille Flandern erstmals die Dover-Sperre und das dahinter gelegene Seegebiet zwischen Folkestone und dem Cap Gris-Nez an. Angriffsziel der III. T-Flottille waren die Bewacher der Dover-Sperre und der Schiffsverkehr im Raum Dover-Calais. Die IX. T-Flottille sollte unterdessen möglichst unbemerkt die Straße von Dover passieren und feindlichen Schiffsverkehr im Gebiet zwischen Dover und Calais unmittelbar nördlich der Varne-Sandbank angreifen. Kommodore Andreas Michelsen, der I. Führer der Torpedoboote, führte die 5. Halbflottille bei diesem Unternehmen persönlich.

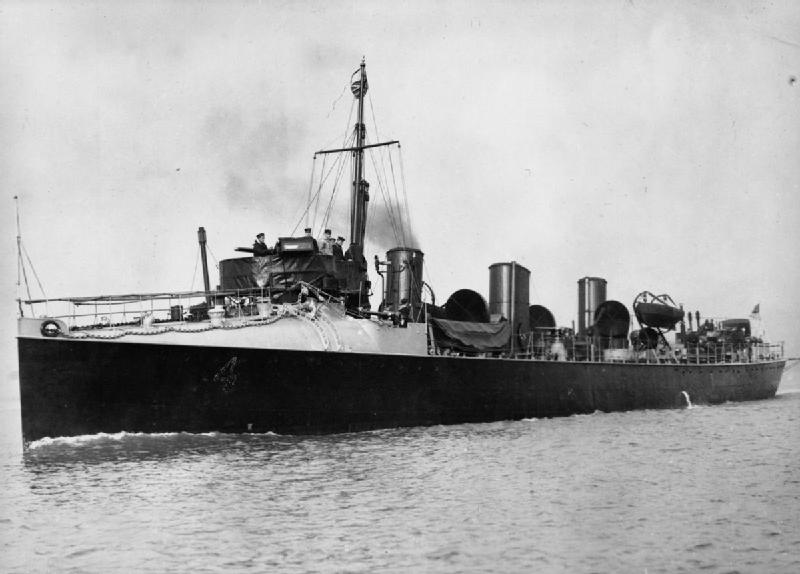
Die Flirt

Bei ihrem Angriff auf die Dover-Sperre versenkte die 5. Halbflottille insgesamt sieben kleine Wachschiffe, praktisch unbewaffnete Drifter, und beschädigte weitere zwei. Die 6. Halbflottille versenkte anschließend den zur Rettung von deren Besatzungen hinzugekommenen alten Zerstörer HMS Flirt.
Nach dem Eintreffen der ersten Meldungen von Geschützlärm und Mündungsfeuer im Bereich der Dover-Sperre wurden die sechs in Dover in Bereitschaft liegenden Tribal-Klasse-Zerstörer der 6. Zerstörerflottille zur Abwehr des deutschen Angriffs in Marsch gesetzt und es kam zu einem auf britischer Seite wirren Gefecht. Die britischen Einheiten waren dabei insofern im Nachteil, als sie größtenteils einzeln und auf sich allein gestellt operierten und dabei auch nicht wissen konnten, ob es sich beim Auftauchen anderer Schiffe um eigene oder gegnerische handelte. Jeder der deutschen Halbflottillen war hingegen ein anderes Einsatzgebiet zugewiesen worden, damit sie sich nicht gegenseitig ins Gehege kommen sollten.
Zwar gelang beiden Halbflottillen der IX. Flottille der Vorstoß in den Ärmelkanal, aber er war nicht erfolgreich, da die Briten in Erwartung eines derartigen Angriffs den Schiffsverkehr über den Kanal beim Einbruch der Dunkelheit weitgehend eingestellt hatten. Lediglich ein kleiner Frachter, die Queen, wurde angetroffen und versenkt, nachdem seine Besatzung in die Boote gegangen war.
Die 17. Halbflottille traf beim Rückmarsch auf den als ersten und allein bei der angegriffenen Dover-Sperre eintreffenden Zerstörer Nubian, der die deutschen Boote zuerst für britische Einheiten hielt. Die deutschen Boote schossen ihn im Vorbeifahren zum Wrack. Die hoffnungslos unterlegene Nubian versuchte zwar noch, das letzte deutsche Boot zu rammen, wurde aber von einem Torpedo unterhalb der Brücke getroffen, der das Vorschiff abriss. Fünfzehn Mann starben auf der Nubian, die von den deutschen Booten als brennendes Wrack zurückgelassen wurde. Die deutschen Boote setzten ihre Heimfahrt fort und trafen bald darauf auf den ebenfalls allein auftauchenden Zerstörer Amazon, den sie in kurzem Artillerieduell schwer beschädigten. Die Amazon erhielt zwei Treffer: einer zerstörte das Heckgeschütz, der zweite den hinteren Kesselraum. Fünf Tote waren zu beklagen. Sämtliche Boote der 17. Halbflottille erreichten ohne Gefechtsschäden ihren Stützpunkt in Ostende.
Auch die 18. Halbflottille stieß bei ihrem Rückmarsch nach Zeebrugge auf britische Streitkräfte – die drei Zerstörer Viking, Mohawk und Tartar, die gemeinsam aus Dover ausgelaufen und im Verband geblieben waren. Während die überraschten Briten noch festzustellen versuchten, wen sie vor sich hatten, eröffneten die deutschen Boote das Feuer. Treffer auf der Mohawk, dem zweiten Schiff der britischen Kiellinie, töteten vier Mann ihrer Besatzung und setzten ihre Ruderanlage außer Gefecht. Sie scherte aus der Formation aus und die Tartar folgte ihr. Der Versuch der Viking, den deutschen Booten zu folgen, wurde dadurch vereitelt, dass die aus dem Ruder gelaufene Mohawk in ihren Weg geriet, und die 18. Halbflottille marschierte unbeschadet nach Zeebrugge zurück. (S. 78)

Auf deutscher Seite erlitt nur G 91 aus der 6. Halbflottille leichte Beschädigungen.